# Серафим (Гачковский)
Епископ Серафим (в миру Андрей Владимирович Гачковский; 12 апреля 1925, село Иваново, Калиновский район, Винницкий округ — 14 апреля 1982, Алма-Ата, Казахская ССР, СССР) — епископ Русской православной церкви, епископ Алма-Атинский и Казахстанский.

## Биография
Родился 12 апреля 1925 года в с. Иваново, Калиновского района, Винницкой области, в семье рабочего железнодорожника. Мать Андрея была очень благочестивой женщиной и воспитала сына в вере Христовой, привила ему любовь к молитве и храму Божиему.
В 1941 году он окончил 7 классов Холоневской школы.
В 1945 году призван на службу в Советскую Армию.
В 1947 году поступил послушником в Свято-Успенскую Почаевскую Лавру.
24 июля 1948 года пострижен в монашество и 28 августа епископом Кишинёвским и Молдавским Нектарием (Григорьевым) рукоположён во иеродиакона.
В 1953 году поступил в Ленинградскую духовную семинарию.
27 сентября 1956 года епископом Старорусским Сергием (Голубцовым) рукоположён во иеромонаха.
В 1957 году окончил Ленинградскую духовную семинарию и поступил в Ленинградскую духовную академию.
В 1961 году окончил Академию и 12 сентября назначен настоятелем Макариевской церкви г. Дзержинска Луганской епархии.
В 1964 году переведён настоятелем Покровской церкви г. Краматорска с возведением в сан игумена.
С 16 декабря 1967 года — член Епархиального Совета Луганской епархии.
В 1968 году удостоен звания кандидата богословия.
В том же году 15 октября определён воспитателем и экономом Одесской духовной семинарии и членом Духовного Собора Успенского Одесского монастыря, а с 11 марта 1969 года и преподавателем Одесской духовной семинарии.
29 августа 1969 года награждён орденом святого равноапостольного князя Владимира 3-й степени.
19 августа 1972 года возведён в сан архимандрита.
13 декабря 1975 года в Успенском кафедральном соборе Одессы хиротонисан во епископа Алма-Атинского и Казахстанского. Хиротонию совершали: митрополит Таллинский и Эстонский Алексий (Ридигер), митрополит Херсонский и Одесский Сергий (Петров), епископ Полтавский и Кременчугский Феодосий (Дикун), епископ Винницкий и Брацлавский Агафангел (Саввин).
В том же году награждён орденом св. равноап. князя Владимира 2-й степени.
Много заботился об устроении епархиальной жизни. За период его управления в Казахстане в различных городах республики было построено и освящено шесть молитвенных домов. Владыка Серафим стремился к тому, чтобы священнослужители на всех приходах епархии были хорошо подготовлены к священнослужению. Всех, кто не окончил семинарию, он благословлял окочить её заочно.
Скончался 14 апреля 1982 года в 23 часа 45 минут. Отпевание и погребение его было совершено 17 апреля в Великую Субботу архиепископом Ташкентским и Среднеазиатским Варфоломеем в сослужении местного и прибывшего на погребение духовенства. Погребен на Центральном кладбище Алма-Аты, рядом с могилами почивших алма-атинских святителей митрополита Николая (Могилевского) и митрополита Иосифа (Чернова).